# بحر أولند
بحر أولند

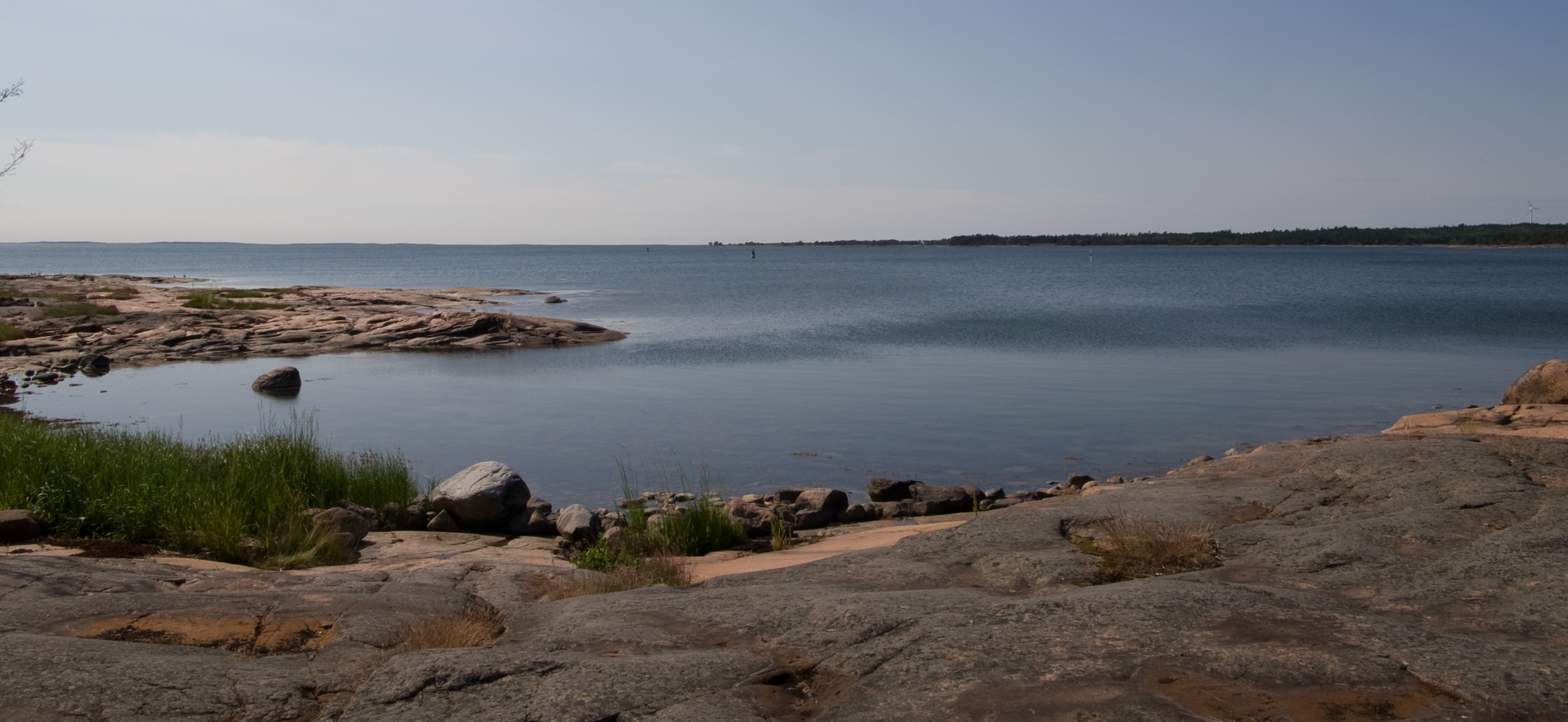
بحر أولند من على جزيرة إكريو

أو بحر آلاند (الفنلندية: Ahvenanmeri، السويدية: Ålands) هو ممر مائي في جنوب خليج بوثنيه، بين جزر آلاند والسويد. وهو يربط البحر باثينيان مع بحر البلطيق المناسب. البحار وغالبا ما تكون متقلبة هنا. يسمى الجزء الأضيق بكفركن الجنوبي.